# Brachygastra lecheguana
La avispa lechiguana, Brachygastra lecheguana (Latreille 1824), anteriormente conocida como Nectarina lecheguana, es una especie de avispa que se encuentra en América Central y Sudamérica. Anida en arbustos en praderas y produce una miel característica de las avispas del género Brachygastra. Algunos nombres comunes son marimbondo-do-campo y marimbondo-do-pasto, marimbondo-exu, marimbondo-de-pote, marimbondo-de-purrão y avispa-de-pote, entre otros.

## Taxonomía
B. lecheguana pertenece a la tribu Epiponini de la subfamilia Polistinae, a veces llamada Polybiinae. Es una especie neotropical social.
B. lecheguana está emparentada íntimamente a B. mellifica y B. borellii. Incluso algunos autores sugieren que B. lecheguana y B. mellifica son una sola especie; se las puede diferenciar solamente por el  lugar donde se encuentran con base en estudios de sus distribuciones. Sin embargo, hay diferencias morfológicas y genéticas entre estas dos especies.

## Historia de su estudio
Brachygastra lecheguana fue descrita por Latreille en 1824; se la llamó originalmente Nectarina lecheguana. El cambio de Nectarina a Brachygastra no fue totalmente aceptado hasta la década de 1940. Entre 1824 and 1943, se la aceptaba como miembro de los géneros: Polistes, Vespa, Nectarinia, Brachygaster, Melissaia, y Caba.

## Descripción e identificación

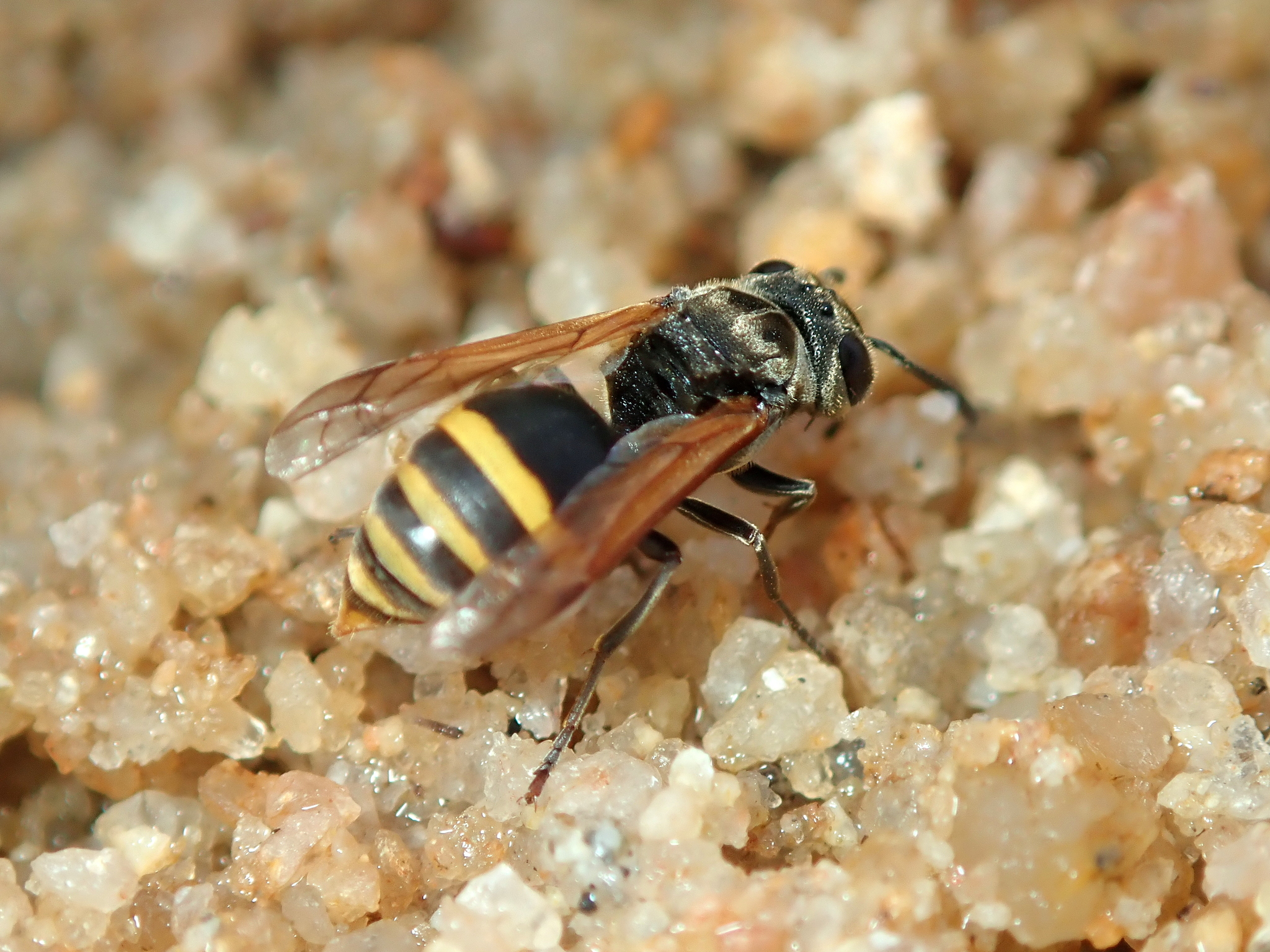
Ejemplar de Brachygastra lecheguana.

Bequaert provee una descripción detallada de la anatomía y rasgos de B. lecheguana. Esta especie es negra con franjas amarillas brillantes y con marcas también amarillas en el tórax y la cabeza. El abdomen es ancho y truncado. Las reinas y obreras son de ~7.5–9 mm de largo y los machos van de ~7.5 a 8 mm de largo. Se diferencia de  B. mellifica basándose en la anatomía de los órganos reproductores del macho; en B. lecheguana los machos tienen un digitus (parte del aparato reproductor) más ancho que el de B. mellifica.

## Distribución y hábitat
B. lecheguana se encuentra en América Central y Sudamérica, desde México a Argentina. Se ha observado unas pocas veces en Texas y Arizona, pero es muy rara al norte de México.
Los nidos son ovales, del tamaño de una cabeza humana, hechos de un material como papel grisáceo, construidos cerca del suelo. Bequeart explica en detalle el proceso de construcción en su publicación sobre avispas polistinas. Parece que estas avispas prefieren locales más templados y protegidos y con menos humedad que los ambientes de praderas abiertas.

## Mimetismo
Bequaert describe las similitudes entre B. lecheguana y otras especies de avispas de coloración y diseño parecido. Enumera especies de Vespidae, subfamilia Eumeninae de los géneros Pachodynerus, Odynerus y Ancistrocerus, así como varios crabronidos de los géneros Gorytes y Cerceris. También menciona abejas megaquílidas de los géneros Megachile, Anthidiellum, Hypanthidium y Dianthidium, abejas cuco del género Epeolus, abejas sin aguijón como Trigona y Halictidae del género Halictus. También menciona moscas soldado del género Stratiomys.
B. lecheguana es la especie más abundante de este complejo de mímicos. Sin embargo Bequaert se abstiene de declarar que este podría ser el modelo del complejo de mímicos y sugiere que se necesita más investigación.

## Dieta

### Néctar

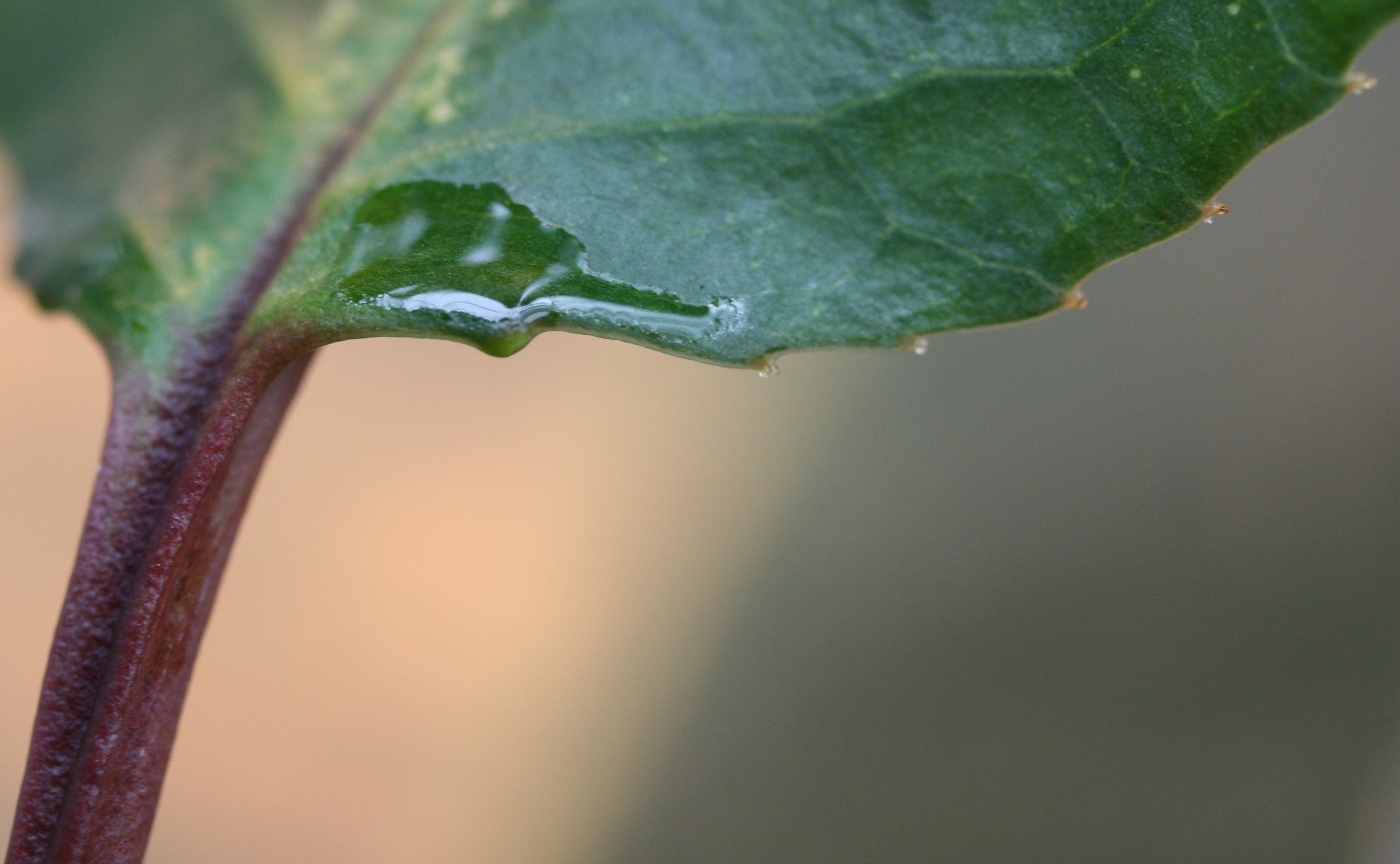
Prunus africana tiene nectarios extraflorales similares a los de Banisteriopsis malifolia. B. lecheguana visita los nectarios de B. malifolia y compite por este recurso con hormigas.

Se sabe que B. lecheguana visita un número de plantas para obtener néctar. Está bien documentada visitando flores de Baccharis spp., Erythrina crista-galli, Ziziphus cotinifolia, Solanum paniculatum, Sidastrum paniculatum, Erythroxylon catingae y otras. Además de néctar de flores se sabe que B. lecheguana visita nectarios extraflorales en especies como Banisteriopsis malifolia.

### Depredación
Además de néctar esta avispa necesita alimentar a la cría con artrópodos; por eso caza una variedad de especies. Caza escarabajos del género Anthonomus y minadores de hojas del café Leucoptera coffeella.

## Interacciones específicas

### Polinización

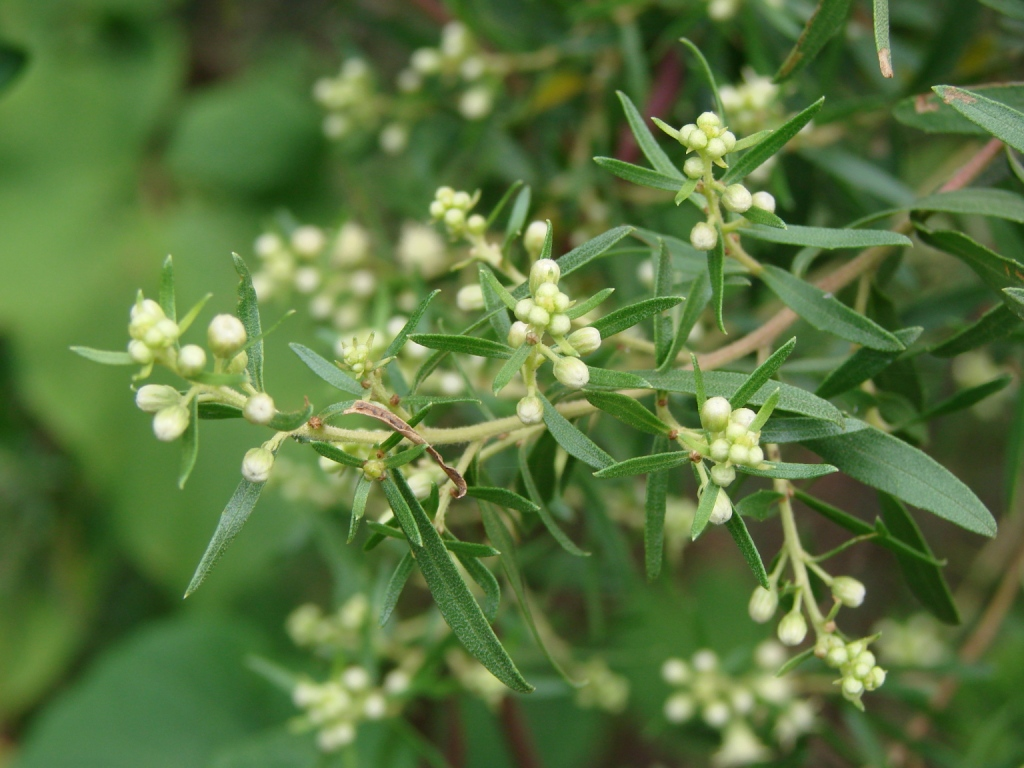
Baccharis dracunculifolia, una especie de Baccharis de Brasil. B. lecheguana poliniza a varios miembros de este género.

Aunque esta avispa visita una variedad de especies de flores, solo se ha probado que poliniza un número limitado de ellas, por ejemplo Baccharis spp.

### Parásitos
Se conocen algunos casos de parasitismo, como Strepsiptera.

### Depredadores
Sirve de presa de una variedad de depredadores. Por ejemplo el lagarto Tupinambis teguixin tiene acceso a los nidos porque se suelen encontrar cerca del suelo. Un número de aves se alimentan de  B. lecheguana, también la hormiga Eciton dulcius depreda a estas avispas. Las moscas asílidas figuran entre los depredadores.

## Importancia para los humanos

### Agricultura
B. lecheguana es un enemigo de la polilla minadora del café Leucoptera coffeella, al igual que otras avispas como Polistes versicolor, Polybia paulista, Polybia occidentalis, Polybia scutellaris y Protonectarina sylveirae. A veces se usa B. lecheguana como control biológico de esta plaga.

### Miel
Algunas referencias indican que la miel de B. lecheguana se cosecha para su consumo. En algunos lugares de México se la mantiene en forma semidomesticada. Es necesario tener cuidado porque a veces la miel es tóxica si las avispas recogen néctar de plantas como  Datura.